# Herkomst-bestemmingsmatrix
Herkomst-bestemmingsmatrix is een term uit de verkeerskunde. Met behulp van een HB-matrix kunnen beslissingen genomen worden voor de dimensionering van routes of inzet transportmiddelen.
In een kruistabel wordt van een verkeersnetwerk gepresenteerd hoeveel verkeer van punt A naar B gaat en eventueel vice-versa. 
Dit kan op verschillende schaalniveaus: mondiaal, landelijk of op stadsniveau. Bestemmingen in de matrix zijn bijvoorbeeld woonbuurten, winkelcentra, werkgelegenheid of scholen. Onderscheid kan gemaakt worden per modaliteit zoals auto, fiets, trein, bus. 
De HB-matrix kan berekend worden met behulp van een rekenkundig verkeer/vervoersmodel of door metingen zoals een kentekenonderzoek, kaartverkoop of enquête bij de weggebruikers.